# معنى القرن الحادي والعشرين (كتاب)
كتاب : معنى القرن الحادي والعشرين
تأليف: جيمس مارتن
ترجمة : أمد رمو
نشر وزارة الثقافة السورية ؛ الهيئة العامة السورية للكتاب 2011

## المؤلف
يعد جيمس مرجع في الحوسبة ومؤلف غزير الإنتاج له كتاب مشهور «المجتمع المكتنف بالإسلاك» ويحمل دكتوراه آداب من أكسفورد وعدة دكتورات فخرية، كان في الستينات عضواً في الهيئة الاستشارية العلمية للبرمجيات في وزارة الدفاع الأمريكية
أسس عام 2002 كتائب التعليم العالمية، وتسمى اليوم كتائب قيادة العالم ترسل متطوعين لتعليم المعلمين استخدام الوسائط الرقمية
وأسس عام 2005 مدرسة جيمس مارتن للقرن الحادي والعشرين في جامعة أوكسفورد لحل المشكلات العالمية
يعرف جيمس مارتن بأنه مرشد عصر المعلومات ويوقل في هذا الكتاب أن البشرية وصلت لنقطة حاسمة وصل البشر فيها لتحول عميق وسريع جداً شارف الحدود القصوى للثروة و الفقر و التكنولوجيا و الأسلحة و العولمة
إما مستقبل رائع أو عصر ظلمات جديد
ويحاول الكاتب أن يدلنا كيف نحول العالم بدل تدميره، معتمداً على خبرته في موضوع تأثير التكنولوجيا على حياة الإنسان
وتحدث بإيجاز عن حلول مقترحة لظاهرة الدفيئة والنموالسكاني ونقص المياه وتدمير حياة المحيطات وغيرها

## مقدمة الكتاب
القرن الحادي والعشرون استثنائي، فهو قرن النهايات القصوى؛ يمكن أن ننشئ حضارة أكثر عظمة أو نطلق عصوراً مظلمة، هنالك وسائل نستطيع بها توجيه أحداث المستقبل فهنلك تحول ثوري أمامنا وسيلعب فيه اطفالنا دوراً حيوياً ويجب أن نعلمهم المستقبل.
للأسف معرفة معظم الناس والقادة منهم حول المستقبل قليلة، فنحن نندفع بسرعة متزايدة نحو مستقبل استثنائي ولكننا ندفع وأعيننا معصوبة.
يهتم الكتاب بالقضايا الكبرى والاتجاهات الواسعة التي ستؤثر على حياة الجيل القادم فهو يهتم بالتيارات العميقة وليس السطحية، ولا يتحدث عن السياسة التقليدية المختلف حولها بل عن الاتجاهات الحاسمة العالية الزخم المستقلة عن السياسة، 
ولأن الكاتب وظيفته حل المشاكل ولديه اهتمام كبير بالمشكلات العالمية الكبرى، قرر تنبيه الناس إلى تحديت القرن القادم؛ ولأهمية الموضوع أسس مدرسة جيمس مارتن للقرن الحادي والعشرين في جامعة اكسفورد.

## محتويات الكتاب
- القسم الأول: الحاجة إلى التحول

جيل التحول، ما الذي قادنا إلى هذه الفوضى، الأطفال الأغبياء وأموالهم الائتمانية، سكان كثيرون جداً، العملاق في المطبخ، دول معدمة، كارثة مناخية، ضرر غير منظور.
- القسم الثاني: تقنيات سحرية

التعديل الوراثي للبشر، طوفان بالغ الصغر، تطور مؤتمتن حالة تعديل البشر
- القسم الثالث: على طول الوادي العميق

المعنى المرعب لهذا القرن، عاصفة مثالية، الدور الحيوي للشركات، بوتقة الثقافة، عالم معاد للإرهاب، سيناريوهات عالمية
- القسم الرابع: بوابة إلى المستقبل

حضارة عظيمة، قيم المستقبل، كاتدرائيات الفضاء الإلكتروني، أغنياء وفقراء، الروليت الروسية مع الإنسان، ثورة،
ملاحق رقعة شطرنج تمثل تنامي قدرة الحاسوب، تقنيات ذكاء غير بشري

## روابط ذات صلة
- صفحة الكتاب على موقع أمازون
- الموقع الشخص للمؤلف جيمس مارتن نسخة محفوظة 2 يوليو 2013 على موقع واي باك مشين.
- قائمة بأكثر من مائة كتاب للمؤلف نسخة محفوظة 22 أبريل 2013 على موقع واي باك مشين.

## كتب تتناول موضوع مشابه
- كتاب الطبيعية التكنولوجية: التأقلم ومستقبل حياة البشر
- علاقة البشر بالطبيعة: التقدم والثقافة